# Fes memòria, Bel
Fes memòria, Bel és una novel·la de l'escriptor Vicenç Riera i Llorca guanyadora del premi Sant Jordi de novel·la el 1971.
És un testimoni dels fets d'octubre del 1934 a partir dels esdeveniments públics de més relleu i dels fets quotidians de les classes treballadores, que són les protagonistes de l'obra. El sis d'octubre de 1934 la pugna entre el govern català i l'espanyol va provocar una gran tensió, amb aldarulls i fins i tot pèrdues humanes, i va desembocar en la suspensió de l'autonomia, l'anul·lació de l'Estatut i la detenció del president Companys i dels seus consellers (entre molts altres represaliats), que foren sotmesos a consells de guerra sumaríssims.

## Projecte cinematogràfic
La novel·la va ser objecte d'un projecte cinematogràfic l'any 1977. El diari Avui del 3 de setembre de 1977 anunciava que el rodatge tindria lloc "properament", en diverses localitzacions catalanes, amb guió del mateix Riera Llorca i amb la participació com a intèrprets de Teresa Gimpera i Ovidi Montllor. La pel·lícula finalment no va arribar a fer-se realitat. Se'n desconeixen els motius.